# Variabile proposizionale
Nella logica matematica, una variabile proposizionale (chiamata anche variabile enunciativa) è una variabile di input (che può essere vera o falsa) di una funzione di verità. Le variabili proposizionali sono gli elementi costitutivi di base delle formule proposizionali, utilizzate nella logica proposizionale e nelle logiche di ordine superiore.

## Usi
Le formule della logica sono tipicamente costruite in modo ricorsivo da alcune variabili proposizionali, un certo numero di connettivi logici e da alcuni quantificatori logici. Le variabili proposizionali sono le formule atomiche della logica proposizionale e sono spesso indicate con le lettere romane maiuscole come {\displaystyle P}, {\displaystyle Q} e {\displaystyle R}.
Esempi
In una data logica proposizionale, una formula può essere definita come segue:
- Ogni variabile proposizionale è una formula.
- Data una formula X, la negazione ¬X è una formula.
- Date due formule X e Y e un connettivo binario b (come la congiunzione logica ∧), l'espressione (X b Y) è una formula.

Attraverso questa costruzione, tutte le formule della logica proposizionale possono essere costruite a partire dalle variabili proposizionali. Le variabili proposizionali non vanno confuse con le metavariabili, che compaiono negli assiomi tipici del calcolo proposizionale, operano su formule ben formate e sono spesso indicate con le lettere greche minuscole come {\displaystyle \alpha }, {\displaystyle \beta } e {\displaystyle \gamma }.

## Logica predicativa
Le variabili proposizionali predicative sono variabili oggetto come x e y collegate a predicati come Px' e xRy'. Quando al posto delle variabili-oggetto x e y, compaiono le costanti come a e b, allora si hanno  le costanti proposizionali come Pa e aRb. Queste costanti proposizionali sono proposizioni atomiche, non contenenti operatori proposizionali.
La struttura interna delle variabili proposizionali contiene variabili predicative come P e Q, in associazione con variabili individuali vincolate (es. x, y) , costanti individuali come a e b (termini singolari provenienti da un dominio del discorso D), che assumono infine un forma come P a, a R b (o con parentesi, P(11) e R(1,3)).
La logica proposizionale è talvolta chiamata logica di ordine zero perché non considera la struttura interna in contrasto con la logica del primo ordine che analizza la struttura interna degli enunciati atomici. Essa è la logica del primo ordine privata delle variabili o dei quantificatori.